# Simeon Jackson
Pour les articles homonymes, voir Jackson.
Simeon Jackson, né le 28 mars 1987 à Kingston (Jamaïque), est un joueur international canadien de soccer qui évolue au poste d'attaquant.

## Biographie
Le 15 janvier 2016, il rejoint Blackburn.
Le 18 juillet 2016, il rejoint Walsall.
Le 31 janvier 2018, il est prêté à Grimsby Town.
Le 20 janvier 2020, il rejoint Stevenage.